# Макферсон (округ, Небраска)
Шаблон:StateAbbr_ 41°34′ пн. ш. 101°04′ зх. д. / 41.57° пн. ш. 101.06° зх. д.
Округ Макферсон (англ. McPherson County) — округ (графство) у штаті Небраска, США. Ідентифікатор округу 31117.

## Історія
Округ утворений 1887 року.

## Демографія
За даними перепису
2000 року
загальне населення округу становило 533 осіб, усе сільське.
Серед мешканців округу чоловіків було 266, а жінок — 267. В окрузі було 202 домогосподарства, 158 родин, які мешкали в 283 будинках.
Середній розмір родини становив 3,01.
Віковий розподіл населення поданий у таблиці:
| Стать    | До 15 років | 15-21 | 22-29 | 30-39 | 40-49 | 50-65 | 65-85 | Понад 85 |
| -------- | ----------- | ----- | ----- | ----- | ----- | ----- | ----- | -------- |
| Чоловіки | 57          | 31    | 15    | 30    | 48    | 35    | 45    | 5        |
| Жінки    | 57          | 23    | 17    | 31    | 49    | 43    | 39    | 8        |

## Суміжні округи
- Гукер — північ
- Томас — північний схід
- Логан — схід
- Лінкольн — південний схід
- Кейт — південний захід
- Артур — захід